# Fata Morgana (Efteling)
Pour les articles homonymes, voir Fata Morgana.
Fata Morgana est un parcours scénique du parc d'attractions néerlandais Efteling.

## Présentation

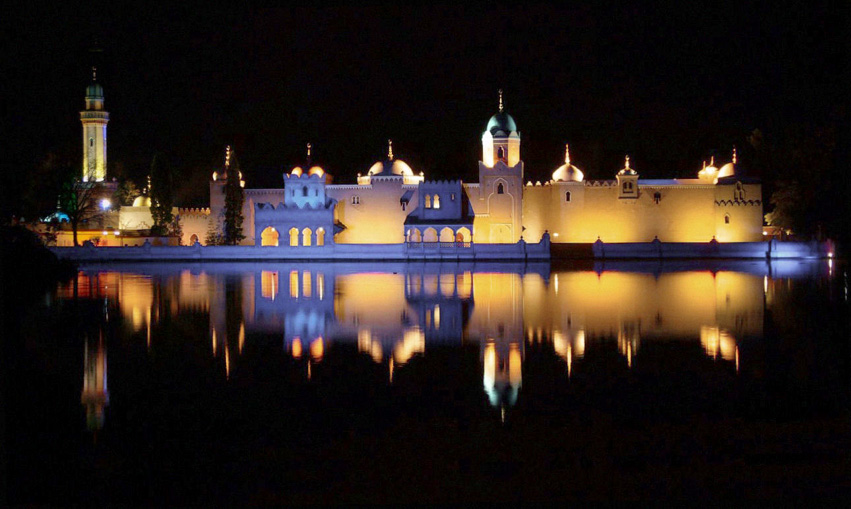
Fata Morgana de nuit.

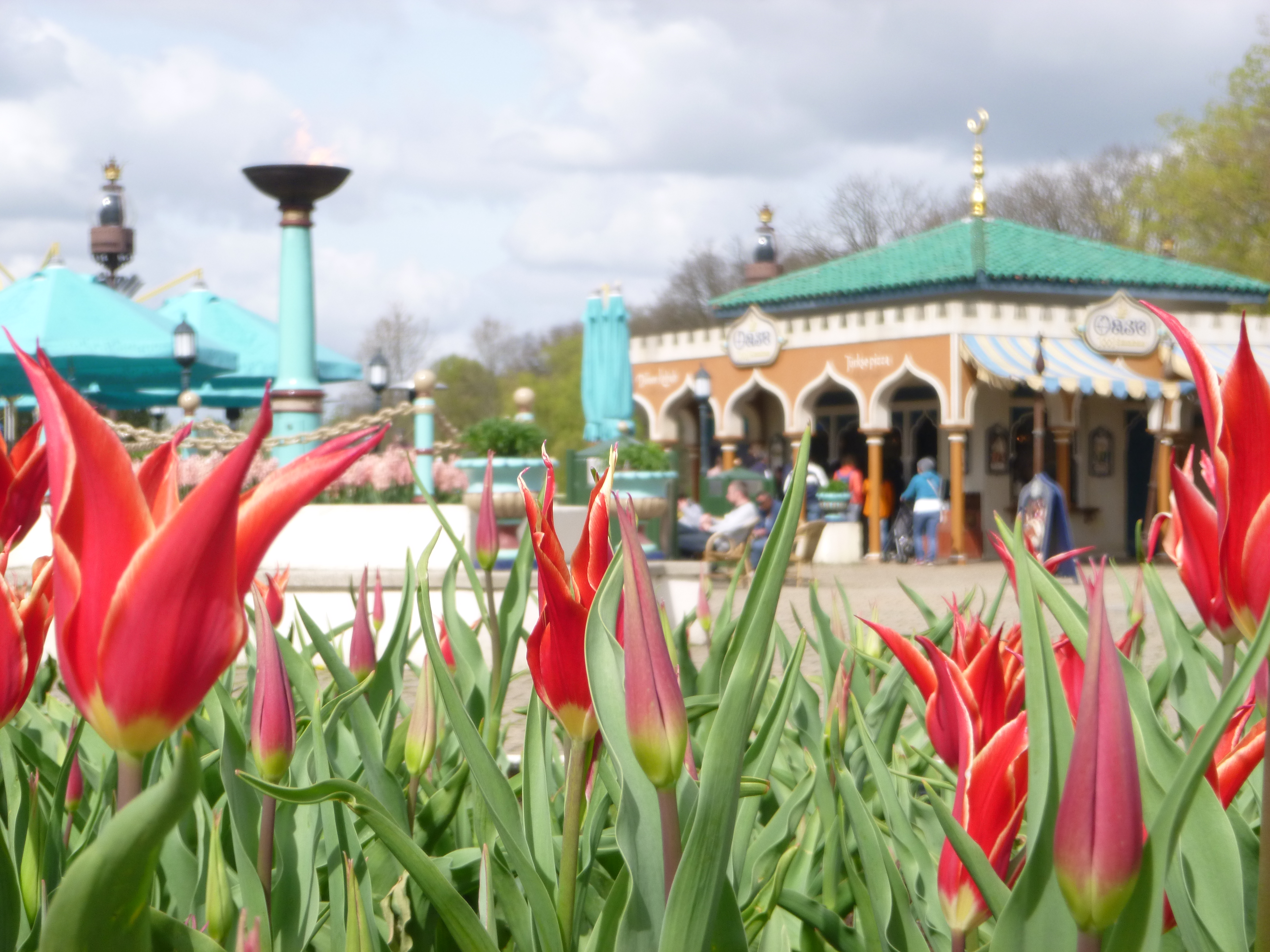
La place et lOase.

Fata Morgana est un des premiers parcours scéniques modernes du Benelux. Cette attraction de type barque scénique conçue par Ton van de Ven ouvre ses portes en 1986,.
L'attraction, surnommée « Cité interdite », propose aux visiteurs un voyage dans un conte à l'intérieur d'un palais oriental digne des Mille et Une Nuits. Sa façade colorée avec ses minarets et ses coupoles se reflète dans le lac Vonderplas (ou « Étang merveilleux » en français). L'origine de son nom s'explique car « Fata Morgana » désigne aussi un phénomène optique qui résulte d'une combinaison de mirages. Et ceci est à mettre en parallèle avec la silhouette du bâtiment qui se reflète dans les eaux du lac voisin. La confusion avec la fée Morgane est une interprétation erronée quant au thème utilisé à Efteling.
Le déroulement de l'attraction ne se fait pas selon un scénario établi. Surnommée à propos « Cité interdite », les passagers qui bravent cette interdiction sont susceptibles d'en subir les conséquences. Leur périple débute par les faubourgs éloignés de la ville et les mène au plus proche du centre de celle-ci avec le palais du pacha et son trésor. Les passagers sont encouragés dans plusieurs langues à rebrousser chemin, les avertissements en français sont : « c'est dangereux ici » et « défense de passage ». Dans la chambre du trésor, celui-ci est constitué par énormément d'anciens ducats d'Efteling provenant de l'âne du conte La petite table, l'âne et le bâton. Toutes les voix des figurants ont été enregistrées par d'anciens collaborateurs du parc et de leurs enfants.
Fata Morgana est situé dans la section Anderrijk du parc. Appelé en français « Royaume alternatif » ou encore « Royaume de l'étrange », il occupe la partie méridionale du parc. Cette partie est celle des mondes parallèles et mystérieux.
Le public entre tout d'abord par la place de Fata Morgana. Celle-ci est garnie entre autres d'une fontaine et d'un point de restauration, l'Oase (« Oasis » en français). À l'entrée de l'attraction, le visiteur est mis en garde contre les vols à la tire. Après être passés par la file d'attente, les passagers prennent place dans des barques et découvrent quatorze scènes exaltantes et aventureuses. Le système de transport maintient à égale distance chacune des embarcations, ce qui permet la présence d'un seul bateau à la fois dans chacun des tableaux. Cela renforce le sentiment des passagers d'être les seuls à se déplacer dans la Cité interdite.
Certains ingrédients qui font que cette attraction est si particulière sont les scènes extrêmement détaillées, en grande partie garnies d'objets et de décorations en provenance du Maroc. En moyenne, les décors montent à six mètres de haut et couvrent une longueur de 980 mètres. L'utilisation du feu et de senteurs le long du trajet renforce l'ambiance authentique. Les bambous et palmiers ont voyagé des Philippines dans deux containers. Les animatroniques furent quant à eux habillés par la styliste belge Jeanine Lambrechts. Les rochers de l'attraction sont des surmoulages de véritables rochers, fabriqués par la firme allemande Böhm. Cette firme a également fourni tous les animaux. Le système de transport élaboré par le constructeur suisse Intaminest le modèle Tow boat ride. Les gondolettas ont été aussi construites par cette société, elles furent même un essai pour apprécier ce système avant de construire Fata Morgana. À certains endroits, des coussins blancs se trouvent sous l'eau. En cas d'évacuation, ceux-ci sont gonflés et paraissent à la surface de l'eau pour que les visiteurs rejoignent la terre ferme au sec. Lorsque le promeneur passe le long de la façade de l'attraction grâce au sentier de promenade, il est possible d'entendre les voix des animatroniques et la musique de différentes scènes.
L'attraction possède sa propre boutique nommée le Bazaar, celle-ci est située à la sortie de Fata Morgana. Elle s'agrandit en 1995. Cette même année, le complexe événementiel de Fata Morgana ouvre ses portes. Sur 758 m2, différents événements professionnels sont organisés pour 550 personnes maximum. Un pavillon oriental peut être ajouté pour augmenter la capacité à 750 personnes. En dehors des heures d'ouverture du parc, il est également possible de réserver en exclusivité l'attraction. Le palais de Fata Morgana est le site événementiel le plus fréquenté à Efteling.

## Histoire

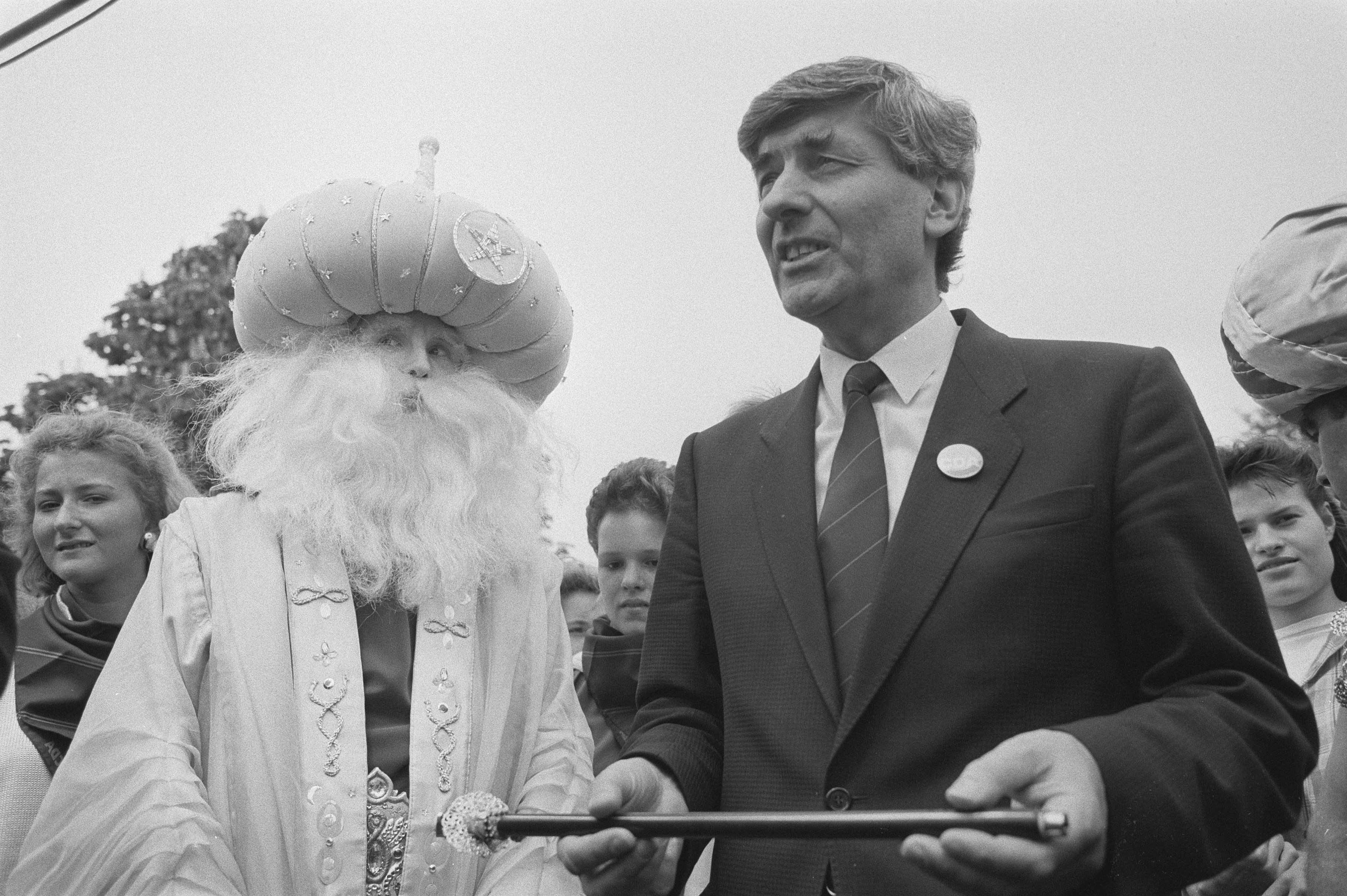
Ruud Lubbers en l'année inaugurale de Fata Morgana.

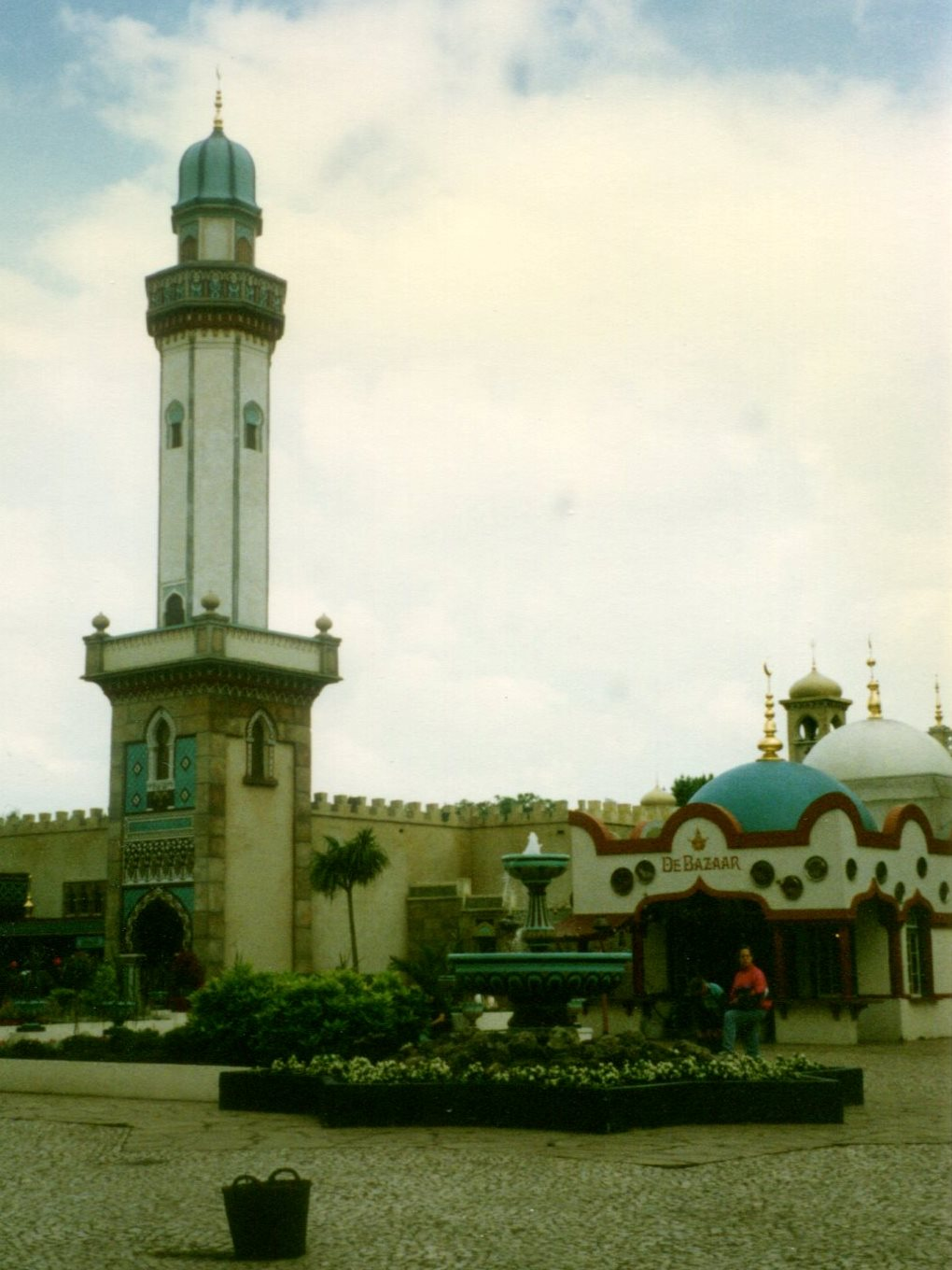
En 1994, avant l'agrandissement du bazar.

L'ouverture de l'attraction est prévue en 1984, puis est reportée pour 1985. La complexité des animatroniques est une des causes de ce retard. Un brevet est déposé par Efteling le 24 décembre 1985 lors de la conception de l'attraction. Ce brevet est relatif à la technique employée pour mouvoir les animatroniques. Celle-ci pourrait s'expliquer grossièrement de la manière suivante: actionner de grandes roues en bois à l'étage sous les scènes.
La construction démarre finalement en 1985. Elle ouvre le 27 mars 1986 après cinq années de recherches, d'essais et de développements. Elle est officiellement inaugurée le 18 juin. Pour tous les objets de décoration, une équipe se rend sur les marchés marocains et en remplit deux voitures de fret. Le lieu initialement prévu pour la Cité interdite est l'île du Siervijver (ou « Lac ornemental » en français) dont l'accès aurait été rendu possible par une grotte.
Le nom original du projet Fata Medina est modifié en Fata Morgana pour éviter toute confusion avec la cité islamique Médine. Bien que le nom de travail officiel de l'attraction est « le conte des 1001 nuits » durant son élaboration, on la désignait encore par l'appellation Fata Medina et elle est aussi rapidement surnommée par le personnel « Show arabe ». Le nom officiel est seulement choisi l'avant-dernière année, après la tenue de plusieurs discussions parmi les membres du personnel.
L'attraction ouvre en 1986 à l'occasion du 35e anniversaire d'Efteling. C'est alors le dernier projet d'un plan pluriannuel ambitieux lancé en 1978 ayant pour but qu'Efteling soit perçu comme un grand parc en termes de qualité avec des attractions telles le Château hanté, le Python et Piraña.
Un album de Bob et Bobette nommé Fata Morgana sort en 1988. L'action se déroule dans la Cité interdite et dans Efteling. Il est uniquement disponible en néerlandais. La file d'attente est couverte en 1993. En 1995, le magasin le Bazaar est agrandi en doublant sa surface et la sortie de l'attraction est directement reliée au magasin.
En 2004, l'attraction subit une grande mise à jour du système de pilotage ainsi que du système d'évacuation. Après une brève rénovation en octobre 2014, la miniature de la Cité interdite dans la première scène est remplacée par une animation visuelle. L'attraction est dotée d'un système de photo on ride.

## Attraction

### Thème

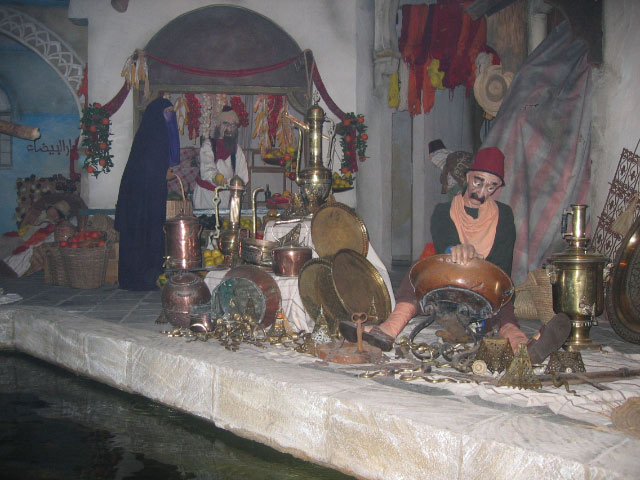
Une portion de la scène du marché

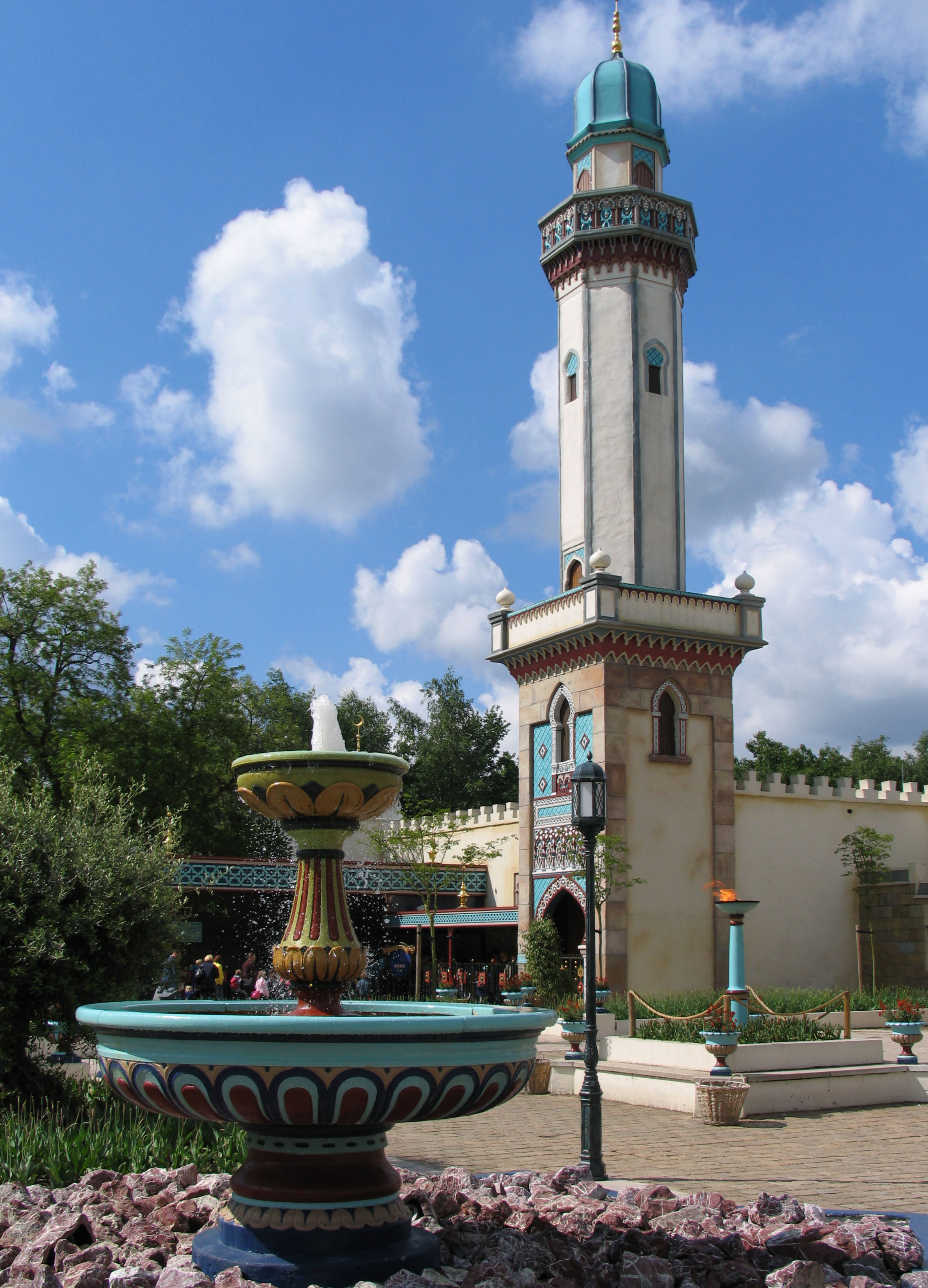
La place de Fata Morgana.

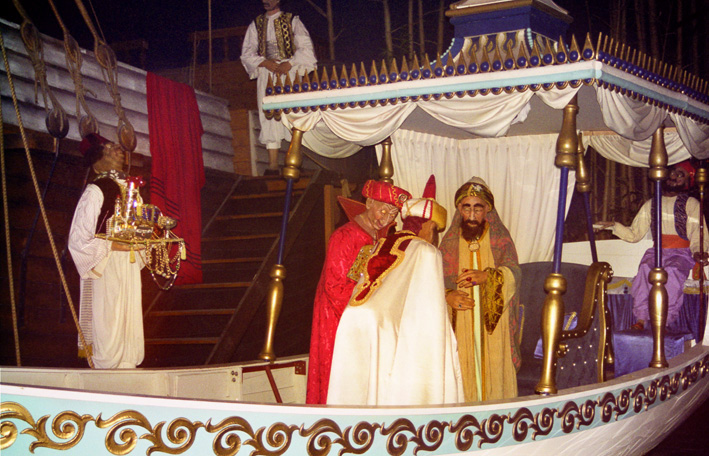
Une portion de la scène du port

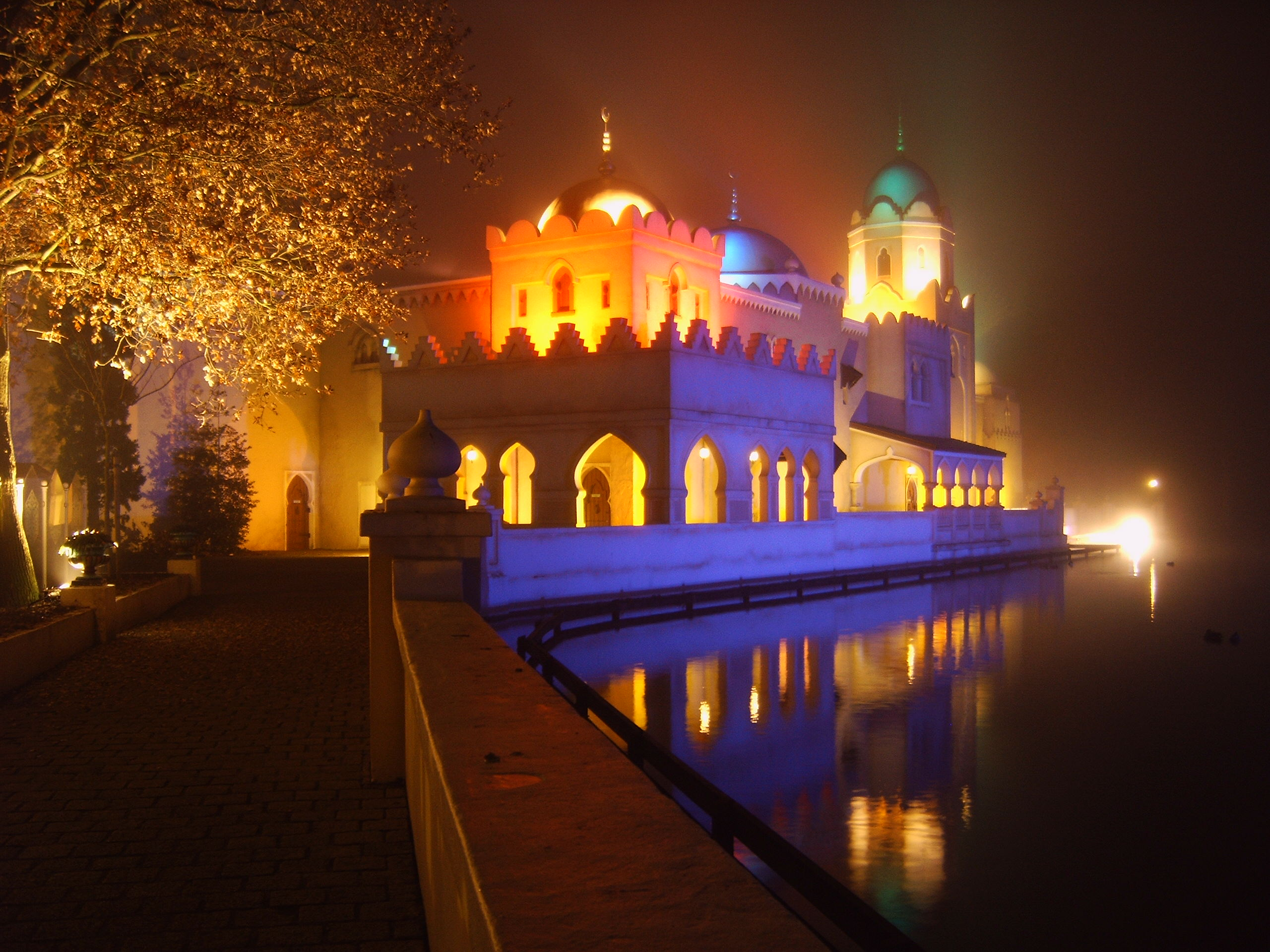
Fata Morgana au bord du lac Vonderplas.

Le thème de Fata Morgana est celui des contes des Mille et Une Nuits. Après les ouvertures successives de neuf attractions s'éloignant de l'univers des contes pour diversifier le parc, Efteling revient vers ce thème qui a aussi fait son succès. Le choix des Mille et Une Nuits se justifie partiellement par les nombreuses illustrations qu'Anton Pieck a réalisées au Maroc dès 1937.
Il faut noter que ce thème est original dans une attraction de style barque scénique aventureuse. En effet, depuis que Disney a associé ce type d'attraction et l'univers des pirates dans Pirates of the Caribbean en 1967, de très nombreux parcs ont copié cette attraction dans des versions plus ou moins élaborées. Non seulement on retrouve cette attraction dans quatre parcs Disney mais aussi les copies d'Europa-Park (Piraten in Batavia), de Gardaland (I corsari), de Bellewaerde (Los Piratas), de Drayton Manor (Pirate Adventure), de Legoland Billund (Piratenboote), de Morey's Piers (Pirates of Wildwood).
À son tour Efteling se verra copié par Walibi. Selon diverses interprétations dont celle d'Efteling, Le Palais d'Ali Baba de Walibi est une copie de Fata Morgana. Le projet de Fata Morgana naît en 1981 pour une ouverture en 1986.
Lors de la visite du Palais d'Ali Baba en 1985, Efteling découvre divers éléments dont deux tableaux évoquant des dessins de Ton van de Ven. Il s'agit de la scène d'ouverture et de la scène finale à Wavre. Des rumeurs d'espionnage commercial sont évoquées. Plus tard, il semble qu'un membre du personnel d'Efteling en est la cause et sera licencié. Efteling déclare dans une interview au printemps 1986 à propos de la copie : « Naturellement que ce n'est pas bien, mais Fata Morgana est de toute façon beaucoup plus grande et est bien plus coûteuse ». Bien que très appréciée, l'attraction de Walibi rencontre moins de succès que celle d'Efteling. Presque trente ans plus tard, Dominique Fallon nie les faits : « Déjà lors d'une réunion en 1983, nous avions décidé : nous offrons des sensations, mais il manque quelque chose de l'ordre de l'imaginaire. Nous en sommes donc venus aux Mille et Une Nuits. ».

### Parcours
- Prélude: la jungle et le magicien : Le voyage commence comme une expédition dans la forêt vierge. Dans le lointain, les passagers aperçoivent une ville. Celle-ci disparaît dès que le bateau s'approche, il s'agissait d'un mirage. Des serpents sifflent dans les branches des arbres. Ensuite, un magicien oriental montre aux visiteurs le passage secret pour pénétrer la Cité interdite.
- Le quartier pauvre : Ce tableau représente les faubourgs de la ville avec des quémandeurs qui mendient quelques pièces, des habitants criant à la fenêtre et un paysan qui pousse son âne à traverser un pont sans voir que celui-ci est détruit.
- Les deux scènes du marché : L'odeur de fruit frais se fait sentir et des commerçants vendent des tapis volants. Un charmeur de serpents côtoie un chirurgien - arracheur de dents qui fait souffrir un patient pendant que divers marchands essaient de vendre toute sorte de babioles au passant. Le visiteur reçoit alors des avertissements : la Cité interdite est dangereuse, il est temps de faire demi-tour.
- Le tunnel sombre des crocodiles : La nuit est tombée, deux crocodiles essaient d'attraper les passagers dans les bas-fonds de la ville.
- Le portail : La herse se ferme derrière le bateau, il est trop tard pour faire demi-tour.
- La prison : Devant la prison, les gardiens armés admirent une danseuse du ventre. Un vautour est perché sur un gardien. Les observateurs auront remarqué pourquoi le garde qui leur fonce dessus les manque par deux fois : il louche.
- La salle de torture : Après être passés devant des scènes de travaux forcés, les embarcations suivent le chemin indiqué par le magicien oriental à travers l'ouverture d'un rocher.
- Le port : Dans le port commercial, des bateaux sont à quai. Le palais du pacha se rapproche. Les tigres qui gardent le palais sont difficilement retenus par leur maître, ils essayent d'atteindre l'embarcation.
- Le harem : Les concubines et favorites du pacha sont rassemblées dans ce harem, la première est sur un canapé et quatre jeunes femmes se trouvent derrière un moucharabieh.
- La salle du trône : C'est alors que les rideaux s'ouvrent et les passagers entrent dans la salle du trône présidée par le pacha. Plus de quarante invités discutent, interagissent, fument le narguilé lors de cette fête pendant qu'un orchestre divertit l'assemblée. Les danseuses du ventre font preuve d'agilité pour les yeux gourmands du pacha.
- La salle du trésor : L'arrivée du visiteur face au trésor signifie le déclin de la Cité interdite. C'est alors que le bateau s'approche du djinn géant ayant un regard sombre pour ses passagers[18]. Ceux-ci croisent une dernière fois le magicien oriental, animé par la technique du fantôme de Pepper (Pepper's ghost).
- La tempête : Après la tempête sur une eau sombre, s'ouvrent les portes d'un temple. L'embarcation semble basculer, le portique en forme de tête d'animal lance des rayons de ses yeux dans l'eau frémissante.
- Épilogue: la jungle : Les visiteurs quittent la Cité par la forêt vierge et aperçoivent de nouveau une ville dans le lointain[12],[11].

### Données techniques
- Longueur : 285 m
- Vitesse : 2 km/h
- Quantité d'eau : 2 500 m3
- Profondeur du canal : 1,20 m
- Budget prévu : 8,1 millions d'euros (18 millions de florins)
- Coût final : 11,3 millions d'euros (25 millions de florins)
- Nombre d'animatroniques : 130
- Nombre de costumes : 350
- Nombre d'enceintes audio : + de 150
- Nombre d'effets : 60
- Durée : 8 minutes
- Nombre de bateaux : 14
- Capacité par bateau : 16 à 20 personnes
- Capacité : 1 800 personnes par heure
- Superficie : 4 500 m2
- Dimension du bâtiment : 90 m × 50 m
- Hauteur du minaret : 25 m
- Nombre de coupoles : 15[5]

### Musique
La musique de l'attraction a été spécialement composée par Ruud Bos (nl), qui a également signé les bandes son de Droomvlucht, de Vogel Rok, de Carnaval Festival et de la Villa Volta. Le musicien travailla à partir de maquettes et d'illustrations de Fata Morgana. Cinq différents morceaux de musique varient en fonction de la scène représentée. Ils sont les suivants : Le Port, Prisons d'orient, le Harem, la Jungle et la Place du marché.